# Maria Maya
Maria Antônia Gigliotti de Campos Maya (Rio de Janeiro, 29 de junho de 1981) é uma atriz brasileira,  diretora teatral e de audiovisual. É filha dos diretores Wolf Maya e Cininha de Paula, sobrinha-neta do humorista Chico Anysio, neta da humorista Lupe Gigliotti e prima dos atores Nizo Neto, Marcos Palmeira e Bruno Mazzeo. Em 2002 se tornou assistente de direção. Em 2014 passou a dedicar-se como diretora de teatro. Em 2018 entrou para a publicidade como assistente de direção, assumindo as direções posteriormente.

## Carreira
Maria começou na telenovela Cara e Coroa em 1995, onde interpretou Nádia.
Em seguida fez Kelly Bola um de seus maiores personagens em Salsa e Merengue, em 1996.
Só veio a voltar a fazer novelas em 2003. Neste tempo fez três minisséries: Hilda Furacão, A Muralha e O Quinto dos Infernos. Sua volta as novelas foi em Chocolate com Pimenta onde fez a hipocondríaca Lili, secretária do médico Paulo (interpretado por Guilherme Piva).
Entre 2002 e 2003 foi assistente de direção de malhação e 2003 do sítio do pica pau amarelo, ambos na rede globo.
Em 2004 fez seu papel de maior destaque, a sambista fogosa Regininha em Senhora do Destino.
2006 interpretou a cômica Sandrinha em Cobras & Lagartos, uma moça que queria ser estilista, mas não tinha o menor senso do ridículo.
2008 fez uma participação no episódio 20 da segunda temporada do seriado "toma lá da cá" como Mãe Iraci, que é uma empregada doméstica que vai trabalhar na casa de Rita, mas revela-se extremamente sensitiva, e acaba profetizando algumas coisas.
2009 esteve em Caminho das Índias como Inês, uma jovem gótica que vivia em conflito com os pais, uma vez que eles ignoravam que o irmão tivesse alguma doença mental, enquanto ela queria ajudá-lo. No mesmo ano participou dos filmes Se Eu Fosse Você 2 e Tempos de Paz ambos de Daniel Filho.
Entre 2009 e 2010 atuou em duas peças, "Play", "A Loba de Ray-ban", na qual interpreta Fernanda Porto que se apaixona por Júlia Ferraz (Christiane Torloni).
Entre 2011 e 2012, fez parte do elenco da novela Aquele Beijo como a ambiciosa Raíssa. No mesmo período atuou na peça "O Obituário Ideal" ao lado de Rodrigo Nogueira (dramaturgo e ator).
2013 retorna as novelas com Amor à Vida, onde interpreta a vilã boliviana e traiçoeira, Alejandra.
Entre 2013 e 2014 interpretou Roni na peça "Popcorn".
2014 passou a estudar direção e dedicar-se como diretora de teatro. Nesse ano dirigiu sua primeira peça, "Adorável Garoto", obra do dramaturga americano Nicky Silver.
2018 começou a se dedicar a publicidade como assistente de direção, assumindo as direções posteriormente.
Ainda em 2018, dirigiu Nathalia Timberg na peça Através da Ires, de Cacau Hygino, onde Nathalia interpreta a decoradora norte-americana Iris Apfel.
2019 Dirigiu a peça O Substituto de Daniel  Porto com atuação de Alexandre Lino. No mesmo ano passou a ministrar aulas de direção teatral.
2021 Dirigiu seu primeiro curta no formato de peça filme, "A Festa Festival". O projeto nasceu do encontro dos artistas Daniel Faria (idealizador e ator) e Maria Maya (diretora artística), com atores Isabel Cavalcanti e Claudio Gabriel. O curta é uma identificação do texto ‘A Festa’, do dramaturgo italiano Spiro Scimone.
No mesmo ano dirigiu a primeira web série do Instagram no Brasil, "Todos Merecem o Céu", com elenco de influenciadores e atores, Gleici Damasceno, Kaysar Dadour, Elana Valenaria, Jean Paulo Campos, Victoria Diniz, Luluh Pavarin, Fafy Siqueira e Sasha Zimmer.
Ainda em 2021 gravou o curta-metragem "Duas" da diretora e roteirista Ana Cavazzana, o curta filme é um drama lésbico protagonizado por Maria e Flávia Zaguini, que interpretam duas mulheres que se apaixonam no trabalho. A produção foi vencedora do "Tietê Internacional Film Awards", com melhor direção para Ana Cazzana e melhor atriz de curta-metragem para Maria Maya. Além disso o curta está inscrito em festivais mundo a fora, sendo assim ainda não está disponível para o público.
Em outubro de 2021, viajou para a Colômbia para dirigir o clipe "Duele" do cantor John Blanco, o lançamento do clipe aconteceu junho de 2022 no canal do oficial do cantor no YouTube .
2022 Assume a direção do espetáculo de autoria de Michelle Ferreira ‘Não Somos Amigas‘ , (já dirigido por ela em 2017), com atuação de Luluh Pavarin e Izabela Pimentel.
Maria também está a frente da direção de seu primeiro musical "Bring it on", que é baseado no filme “As Apimentadas”, com estreia marcada para fevereiro de 2023 .
Em outubro de 2022, como atriz, começa a gravar a sua primeira série para o streaming, "O Som e a Sílaba" de Miguel Falabela, para a disney+, que trás Alessandra Maestrini e Mirna Rubim nos papéis principais, com direção de Cininha de Paula e Juliana Vonlanten .

## Vida pessoal
É filha do Ator e Diretor Wolf Maya com a diretora Cininha de Paula.
Entre 2003 e 2008 foi casada com o ator Ernani Moraes, 25 anos mais velho do que ela.
Em março de 2019 revelou-se bissexual e assumiu o namoro com a atriz Laryssa Ayres, o namoro chegou ao fim no início de 2021.
De julho de 2021 a março de 2023 namorou a gerente comercial Amanda Labrego.

## Filmografia

### Televisão
| Ano  | Título                    | Personagem                           | Notas                                                              |
| ---- | ------------------------- | ------------------------------------ | ------------------------------------------------------------------ |
| 1995 | Cara & Coroa              | Nádia Pinheiro Brandão               |                                                                    |
| 1996 | Salsa e Merengue          | Kelly Bola                           |                                                                    |
| 1998 | Hilda Furacão             | Zora                                 |                                                                    |
| 1998 | Você Decide               | Grace Kelly                          | Episódio: "Seria Trágico, Se Não Fosse Cômico"                     |
| 1998 | Mulher                    | Sadaf                                | Episódio: "Dia Quente"                                             |
| 1999 | O Belo e as Feras         | Cláudia                              | Episódio: "Genro de Última Necessidade"                            |
| 2000 | A Muralha                 | Moatira                              |                                                                    |
| 2001 | Brava Gente               | Iracema                              | Episódio: "Os Mistérios do Sexo"                                   |
| 2002 | O Quinto dos Infernos     | Maria Lélia Cauper (Lelê)            |                                                                    |
| 2002 | Sítio do Pica-Pau Amarelo | Tonica Ventania                      | Episódio: "O Cangaceiro Lobisomem"                                 |
| 2003 | Chocolate com Pimenta     | Liliane Campos Soares (Lili)         |                                                                    |
| 2004 | Senhora do Destino        | Regina Ferreira da Silva (Regininha) |                                                                    |
| 2005 | Levando a Vida            | Neidinha                             | Especial de fim de ano                                             |
| 2006 | Cobras & Lagartos         | Sandra Miranda Café (Sandrinha)      |                                                                    |
| 2008 | Casos e Acasos            | Sílvia                               | Episódio: "O Desejo Escondido, o Cara Reprimido e o Livro Roubado" |
| 2008 | Toma Lá Dá Cá             | Mãe Iraci                            | Episódio: "Na Boca do Sapo"                                        |
| 2009 | Caminho das Índias        | Inês Cadore                          |                                                                    |
| 2011 | Aquele Beijo              | Raíssa Barbosa                       |                                                                    |
| 2013 | Amor à Vida               | Alejandra Reys Moreno                |                                                                    |
| 2024 | O Som e a Sílaba          | Eva Camargo                          | [ 28 ]                                                             |

### Cinema
Como atriz
| Ano  | Título             | Personagem |
| ---- | ------------------ | ---------- |
| 2024 | Brain              | Renata     |
| 2023 | Melodia do Amor    |            |
| 2022 | Duas               | Fernanda   |
| 2009 | Se Eu Fosse Você 2 | Vendedora  |
| 2009 | Tempos de Paz      | Enfermeira |

Como diretora
| Ano  | Título           | Notas          |
| ---- | ---------------- | -------------- |
| 2021 | A Festa Festival | Curta-metragem |

## Teatro

### Como atriz
| Ano     | Título                                                       | Personagem     |
| ------- | ------------------------------------------------------------ | -------------- |
| 1995    | A Menina e o Vento                                           |                |
| 1998–99 | Do Outro Lado da Tarde                                       |                |
| 2001    | Tudo no Escuro                                               |                |
| 2006    | Não Existem Níveis Seguros para o Consumo destas Substâncias |                |
| 2007    | Modelos para A(r)mar                                         | Cássia         |
| 2008    | Yolanda                                                      | Yolanda        |
| 2009–10 | Play: Sobre Sexo, Mentiras e Videotape                       | Cíntia         |
| 2011    | A Loba de Ray-Ban                                            | Fernanda Porto |
| 2011    | Obituário Ideal                                              |                |
| 2012–14 | Popcorn                                                      | Roni           |

### Como diretora
| Ano     | Título           |
| ------- | ---------------- |
| 2014–16 | Adorável Garoto  |
| 2015    | Talk Rádio       |
| 2016–18 | Lady Christiny   |
| 2017–18 | Não Somos Amigas |
| 2018-21 | Através da Iris  |
| 2019    | O Substituto     |
| 2022    | Não Somos Amigas |
| 2023    | Bring it on      |